# 파이터즈 메가믹스
파이터즈 메가믹스(Fighters Megamix, ファイターズ メガミックス)는 1996년 세가 AM2가 세가 새턴용으로 개발한 대전 격투 게임이다. 이는 세가의 3D 아케이드 격투 게임 버추어 파이터 2와 파이팅 바이퍼스 간의 크로스오버이며 버추어캅 2 및 데이토나 USA와 같은 다른 AM2 게임의 잠금 해제 가능한 캐릭터가 포함되어 있다. 이를 통해 게이머는 코드 없이 버추어 파이터 2와 파이팅 바이퍼스의 보스로 플레이할 수 있다.
버추어 파이터 3(새턴용으로 발표되었지만 출시되지 않음)에 대한 소개로 의도된 파이터스 메가믹스는 원래 더 킹 오브 파이터즈에서 사용했던 개념을 활용하여 다양한 게임의 캐릭터와 스타일을 혼합했다. 버추어 파이터의 개방형 링이 존재하지만(링아웃은 없음) 파이팅 바이퍼스의 폐쇄형 케이지도 있다. 버추어 파이터 캐릭터는 버추어 파이터 3에서 가져온 새로운 동작을 가지고 있다. 여기에는 캐릭터가 옆으로 물러나 위험한 타격을 피하고 동시에 카운터를 위한 공간을 열 수 있는 닷지 동작이 포함된다. 출시되자마자 Saturn 최고의 게임 중 하나로 호평을 받았으며 비평가들은 크로스오버 메커니즘이 완전한 성공을 거두었다고 평가했으며 강력한 판매를 기록했다.
당시 대부분의 AM2 게임과 달리 파이터스 메가믹스에는 아케이드 출시가 없었다. 1998년 타이거 일렉트로닉스는 Game.com용 버전을 출시했다.

## 평가
| 평가 |                 |
| --- | --------------- |
| 통합 점수 통합사 점수 게임랭킹스 88% (6 reviews) [ 2 ] 평론 점수 평론사 점수 CVG [ 3 ] EGM 8.125/10 [ 4 ] 게임 인포머 9.25/10 [ 5 ] 게임팬 281/300 [ 6 ] 게임스팟 8.6/10 [ 7 ] 넥스트 제네레이션 [ 8 ] Digitiser 95% [ 9 ] Sega Pro 95% [ 10 ] Sega Saturn Magazine 95% [ 11 ] |                 |
| 통합 점수 |                 |
| 통합사 | 점수            |
| 게임랭킹스 | 88% (6 reviews) |
| 평론 점수 |                 |
| 평론사 | 점수            |
| CVG | [ 3 ]           |
| EGM | 8.125/10        |
| 게임 인포머 | 9.25/10         |
| 게임팬 | 281/300         |
| 게임스팟 | 8.6/10          |
| 넥스트 제네레이션 | [ 8 ]           |
| Digitiser | 95%             |
| Sega Pro | 95%             |
| Sega Saturn Magazine | 95%             |